# Distretto di Ica
Il distretto di Ica è uno dei quattordici distretti della provincia di Ica, in Perù. Si trova nella regione di Ica e si estende su una superficie di 887,51  chilometri quadrati.